# Tea Matanović
Tea Matanović (Zagreb) hrvatska je dramatičarka, dramaturginja, scenaristica i producentica. Voditeljica je Galerije Miroslav Kraljević u Zagrebu. 

## Životopis

#### Obrazovanje
Nakon završetka Osnovne škole za balet i ritmiku, pohađa Školu suvremenog plesa Ane Maletić. Studira na Tekstilno-tehnološkom fakultetu modni dizajn potom dramaturgiju na Akademiji dramske umjetnosti. Dobiva stipendiju Grada Zagreba za izvrsnost. U redovnom je članstvu Saveza scenarista i pisaca izvedbenih djela (SPID). U aktivnom je članstvu Hrvatske udruge producenata (HRUP). Bila je dio Hrvatskog dizajnerskog društva (HDD) od 2012. do 2023. godine.

#### Kazalište i dramska djelatnost
Uključuje se radu Teatra Exit 2012. i 2013. godine kao stalna vanjska suradnica za kostime i rekvizitu. Dopridonosi cjelokupnom aktivnom repertoaru, no uz to surađuje i na tada novim produkcijama teatra: Nemirne noge, u režiji Saše Anočića, Sutra (ni)je novi dan, u režiji Ivice Bobana, te Očevi i sinovi, u režiji Ksenije Zec i Saše Božića. Projektno surađuje s Montažstrojem kao istraživačica, Kazalištem Trešnja kao kostimografkinja i Teatrom &TD kao dramaturginja i kostimografkinja.
Kao dramatičarka debitira premijernom izvedbom radiodrame Lacrimosa 2014. godine na Trećem programu Hrvatskoga radija, u režiji Mislava Brečića. Osvaja nagradu za najbolji regionalni dramski tekst Sol na rane na FIST festivalu u Beogradu 2019. godine. Predstava So na rane (po tekstu Sol na rane) izvedena je premijerno u Zvezdara Teatru u Beogradu 10. travnja 2019. godine. Obje su drame također scenski postavljene i predstavljene široj javnosti u sklopu DeSADU festivala Akademije dramske umjetnosti - Lacrimosa u režiji glumice i redateljice Arije Rizvić, a Sol na rane u režiji same autorice nekoliko godina poslije. Na Trećem programu Hrvatskoga radija premijerno se izvodi Sol na rane 2020. godine kao radiodrama, u režiji Petra Vujačića.

#### Filmska djelatnost
U filmskoj je industriji prisutna od 2018. godine. Izdvojeno, radila je na dugometražnom igranom filmu talijanskoga oskarovca Gabriela Salvatorsa Tutto il mio folle amore te na debitantskom igranom filmu Murina Antonete Alamat Kusijanović. Riječ je o naslovu koji je 2021. godine uvršten i prikazan u programu 15 dana autora Filmskog festivala u Cannesu gdje je osvojio prestižnu nagradu za najbolji debitanski film Zlatna palma (Caméra d'or).
Radila je uz producente Katarinu Prpić i Danijela Peka kao razvojna producentica kratkometražnog igranog filma Nebojše Slijepčevića, Čovjek koji nije mogao šutjeti. Film je osvojio Zlatnu palmu na Filmskom festivalu u Cannesu 2024. godine, Europsku filmsku nagradu za najbolji kratkometražni film na 37. dodjeli Europskih filmskih nagrada u Luzernu te nagradu César za najbolji kratkometražni igrani film, koju dodjeljuje francuska Akademija filmske umjetnosti i tehnike. Osim toga, bio je nominiran za Oscara u kategoriji najboljeg kratkometražnog igranog filma, što ga čini prvim hrvatskim filmom od osamostaljenja koji je nominiran za ovu nagradu.
Izvršna je producentica kratkometražnog igranog filma Kazneni udarac, u režiji Roka Bičeka, čiji scenarij potpisuju Kristian Novak i Rok Biček, u produkciji Antitalenta, Cvingera i Zwingera. Film je adaptacija poglavlja iz romana Črna mati zemla Kristiana Novaka. Uvršten je u natjecateljski program Autorski kratki (Corti d'autore) 74. Filmskog festivala u Locarnu. Svoju je regionalnu premijeru imao na 27. izdanju Sarajevskog filmskog festivala u natjecateljskom programu kratkometražnog filma te je do sada prikazan na više od dvadeset internacionalnih festivala. Osvojio je brojne nagrade od kojih se posebno ističu: Štigličev pogled Društva slovenskih redateljica i redatelja za izuzetnu režiju 2022., Oktavijan za najbolji kratkometražni i srednjemetražni igrani film 2022., Vesna za posebno dostignuće Festivala slovenskog filma 2021.
Izvršna je producentica poznatog dokumentarnog serijala Lovac na bilje te je izvršna producentica u razvoju serijala U boj, u boj, emitiranih na Hrvatskoj radioteleviziji.
Producirala je i zvučno oblikovala kratkometražni igrani film Maleni, redatelja i scenarista Renéa Galla. Izvršna je producentica kratkometražnog igranog filma Prava istina priče o šori, redateljice i scenaristice Andree Slaviček. Riječ je naslovu koji je postigao uspjeh ušavši u popratni progam Filmskog festivala u Cannesu, na Tjedan kritike (Semaine de la critique).
Stalno se pridružuje 2019. producentskoj kući Antitalent u ulozi dramaturginje i producentice. Uz aktivnu produkciju, usmjerava se na razvoj filmskih i televizijskih scenarija i projekata. Surađuje s nizom uglednih i nagrađivanih autora kao što su Kristian Novak, Ivo Balenović, Nebojša Slijepčević, Maja Pek-Brünjes, Ivan Veljača, Mladen Dizdar i Filip Filković Philatz. Prva je generacija mladih producenata selektiranih na CineLink Producers' Lab, posebnog industrijskog programa koji se odvija uz Sarajevski filmski festival. Humanitarno je surađivala s udrugom Zamisli u prilagodbi hrvatskih filmskih djela za potrebe slijepih i slabovidnih osoba.  
Autorica je scenarija za desetodijelni dokumentarni serijal Oči sokolove, nastao za program Hrvatske radiotelevizije. Serijal istražuje hrvatske krajolike iz ptičje perspektive, donoseći zračne snimke prirodnih ljepota, kulturne baštine i urbanih prostora. Priče lokalnih stanovnika i naracije suvremenih književnika dodatno obogaćuju sadržaj. Projekt je nastao u produkciji Antitalenta.

#### Suvremena umjetnost
Pridružuje se 2023. godine jednoj od vodećih nezavisnih i neprofitnih platformi za suvremenu umjetnost u Hrvatskoj, Galeriji Miroslav Kraljević. Od 2025. preuzima vodstvo galerije te, zajedno s kustosicom Antonelom Solenički, uspostavlja kolektivni model upravljanja.

## Filmografija

#### Produkcija
- Čovjek koji nije mogao šutjeti (2024.), kratkometražni igrani film | produkcija: Antitalent, Contrast Films, Les Films Norfolk, Studio Virc | redatelj: Nebojša Slijepečević | funkcija: razvojna producentica
- Prava istina priče o šori (2023.), kratkometražni igrani film | produkcija: Antitalent, Blank – filmski inkubator, Fractal7 | redateljica: Andrea Slaviček | funkcija: izvršna producentica, voditeljica lokacije, koordinatorica castinga[35]
- Susjede bubice (2023.), kratkometražni igrani film | produkcija: ADU  | redatelj: Filip Zadro | funkcija: producentica[36]
- Čopor (2023.), kratkometražni igrani film | produkcija: Antitalent | redatelj: Marko Jukić | funkcija: izvršna producentica u pripremi i snimanju
- U boj, u boj! (2022.), dokumentarna TV serija | produkcija: Antitalent, emitirano: Hrvatska radiotelevizija | redatelj: Mladen Dizdar | funkcija: izvršna producentica u razvoju[37]
- Maleni (2022.), kratkometražni igrani film | produkcija: Antitalent  | redatelj: René Gallo | funkcija: producentica, koordinatorica castinga[38]
- Lovac na bilje (2016. – 2022.), dokumentarni TV serijal | produkcija: Antitalent, emitirano: Hrvatska radiotelevizija | redatelj: Filip Filković Philatz | funkcija: izvršna producentica[39]
- Kazneni udarac (2021.), kratkometražni igrani film | produkcija: Antitalent, Cvinger Film, Zwinger Film | redatelj: Rok Biček | funkcija: izvršna producentica[40]
- Murina (2021.), dugometražni igrani film | produkcija: Antitalent, RT Features | redateljica: Antoneta Alamat Kusijanović | funkcija: asistentica produkcije[41]
- Sretna Nova godina 2 (2021.), dugometražni igrani film | produkcija: Inout Studio | redatelj: Jakub Kroner | funkcija: koordinatorica produkcije u Hrvatskoj[42]
- Nuovo Cinema Buie (2022.), dugometražni dokumentarni film | produkcija: Antitalent, HRT  | redatelj: Alessio Bozzer | funkcija: istraživačica[43]
- Traje veliko finale (status: u postprodukciji), kratkometražni igrani film | produkcija: Digital cinema environment  | redatelj: Luka Galešić | funkcija: asistentica produkcije

#### Scenarij
- Oči sokolove (2025.), dokumentarni TV serijal | produkcija: Antitalent, naručitelj: Hrvatska radiotelevizija | redatelj: Filip Filković Philatz | funkcija: scenaristica[44]
- Što ako crna rupa nije zapravo crna iznutra (2023.), kratkometražni eksperimentalni film | produkcija: ALU  | redatelj: Petar Vranjković | funkcija: koscenaristica[45]
- Premisa oceana (status: u razvoju), dugometražni igrani film | funkcija: scenaristica[46]

#### Gluma
- Ana (status: u postprodukciji), dugometražni igrani film | produkcija: DOP  | redatelj: Anđelo Jurkas | uloga: likovna kritičarka[47]
- Sretna Nova godina 2 (2021.), dugometražni igrani film | produkcija: Inout Studio | redatelj: Jakub Kroner | uloga: žena[48]
- Anton Chekhov's the Duel (2010.), dugometražni igrani film | produkcija: Duel | redatelj: Dover Koshashvili | uloga: Natalya Ivanovna[49]
- Ne dao Bog većeg zla (2002.), dugometražni igrani film | produkcija: Maxima, HRT  | redateljica: Snježana Tribuson | uloga: Hanina prijateljica[50]

#### Scenografija i kostimografija
- Naopako (2017.), kratkometražni igrani film | produkcija: ADU  | redatelj: Filip Zadro | funkcija: scenografkinja[51]
- Rojava Calling (2017.), kratkometražni igrani film | produkcija: ADU  | redatelj: Ante Mitrović | funkcija: scenografkinja[52]
- Lutka (2017.), kratkometražni igrani film | produkcija: ADU  | redatelj: Tomislav Đurinec | funkcija: kostimografkinja[53]

#### Zvuk i kompozicija
- Maleni (2022.), kratkometražni igrani film | produkcija: Antitalent  | redatelj: René Gallo | funkcija: autorica glazbe[54]
- Promo za Odsjek dramaturgije (2015.), promo film | produkcija: ADU  | redatelj: Filip Zadro | funkcija: kompozitorica i oblikovateljica zvuka
- Potjera (2015.), kratkometražni igrani film | produkcija: ADU  | redatelj: Filip Zadro | funkcija: kompozitorica i oblikovateljica zvuka

## Kazalište i radio
- Sol na rane (2020.), radiodrama | produkcija: HR3, Hrvatska radiotelevizija  | redatelj: Petar Vujačić | funkcija: autorica drame
- Sol na rane (2019.), predstava | produkcija: Zvezdara teatar | redatelj: Ratislav Ćopić | funkcija: autorica drame
- Mučenik (2018.), predstava | produkcija: ADU | redatelj: Tomislav Pavković | funkcija: dramaturginja
- Sol na rane (2018.), koncertno čitanje | produkcija: ADU  | funkcija: redateljica i autorica drame
- Maske: staroslavenska mitologija (2018.), performativna izložba | produkcija: Galerija Ulupuh | redateljica: Rajna Racz | funkcija: autorica teksta[55]
- Cijankalij §218 (2017.) cross-media projekt | produkcija: Montažstroj  | redatelj: Borut Šeparović | funkcija: istraživačica
- Tamara (2016.), predstava | produkcija: ADU  | redateljica: Arija Rizvić | funkcija: dramaturginja, kostimografkinja
- Staklena menažerija (2016.), predstava | produkcija: ADU, Teatar &td  | redateljica: Arija Rizvić | funkcija: dramaturginja, kostimografkinja
- Lacrimosa (2016.), radiodrama | produkcija: HR3, Hrvatska radiotelevizija  | redatelj: Mislav Brečić | funkcija: autorica drame
- Lacrimosa (2015.), koncertno čitanje | produkcija: ADU  | redateljica: Arija Rizvić | funkcija: autorica drame, kompozitorica
- Ja Buka (2013.), predstava | produkcija: Kazalište Trešnja  | redatelj: Radovan Ruždjak | funkcija: kostimografkinja
- Očevi i sinovi (2013.), predstava | produkcija: Teatar Exit  | redatelji: Ksenija Zec, Saša Božić | funkcija: projektna suradnica
- Sutra (ni)je novi dan (2013.), predstava | produkcija: Teatar Exit  | redatelj: Saša Anočić | funkcija: projektna suradnica
- Nemirne noge (2012.), predstava | produkcija: Teatar Exit  | redatelj: Saša Anočić | funkcija: projektna suradnica

## Zbirka drama
Sol na rane objavljena je u zbirci drama 4 drame, kao posebno izdanje Akademije dramske umjetnosti Sveučilišta u Zagrebu i Studentskoga centra u Zagrebu, u sklopu Male dramske biblioteke Teatra &TD.

## Vanjske poveznice
- IMDB filmografija: Tea Matanovic
- drame.hr: Matanović Tea